# Спинний плавець

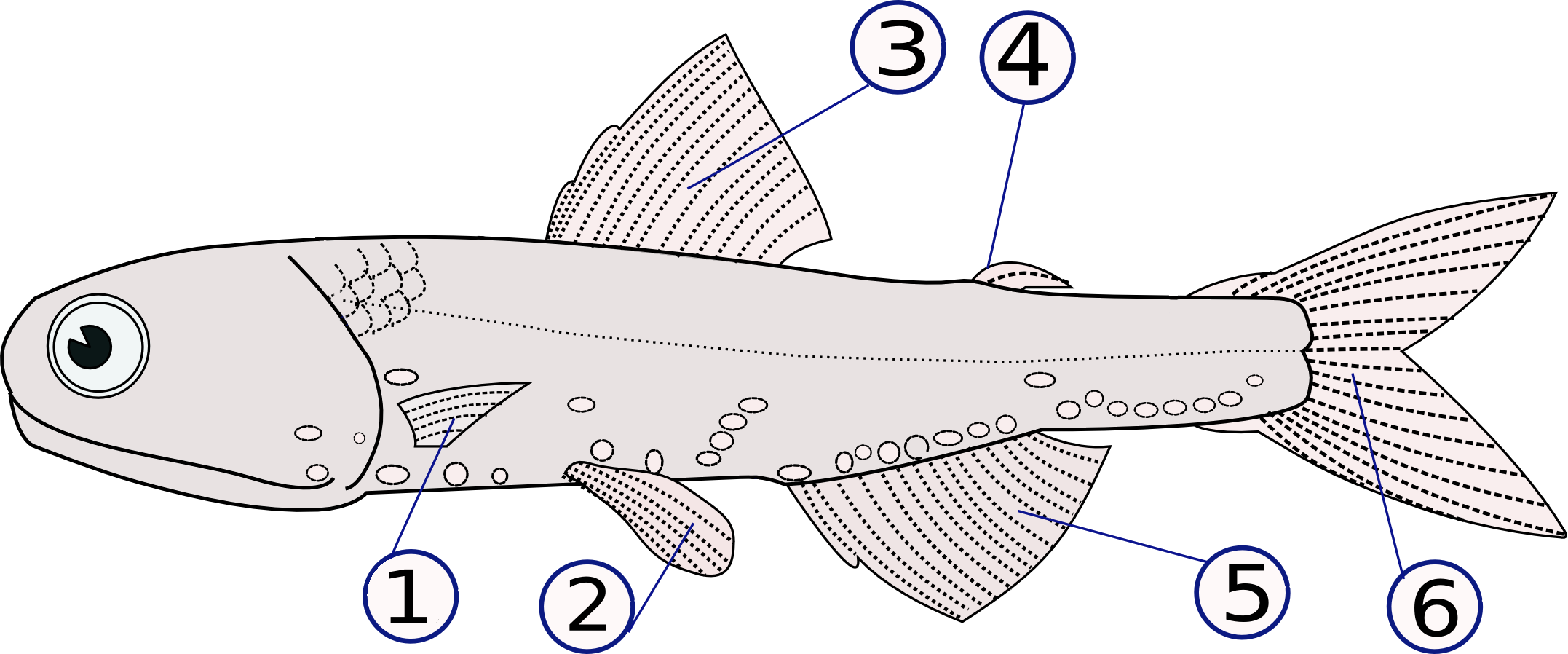
Спинний плавець позначений числом 3.

Спинний плавець — плавець, розташований на спині у риб, дельфінів та китів, а також у вимерлих іхтіозаврів. Головним чином він використовується з метою стабілізації положення тіла і запобігання повертанню довкола поздовжньої осі. 
У деяких тварин спинний плавець виконує захисну функцію, несучи шипи та/чи отруту. Багато видів сомів можуть заклинювати передній промінь плавця в крайньому положенні щоб відстрашити хижака чи закріпитись у вузькій щілині.
Спинні плавці бувають різноманітних розмірів та форм.

## Риби
Практично усі види риб мають спинний плавець, хоча зустрічаються і позбавлені його різновиди, такі як риба-ніж. Багато риб мають два чи навіть три спинних плавця чи один, але такий довгий, що з’єднується з хвостовим плавцем. Широко розповсюджений варіант, яких спостерігається у більшості добре відомих риб, включає передній плавець, складений з гострих твердих променів, і задній м’який плавець. 

## Кити та дельфіни

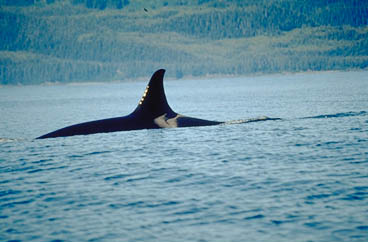
Спинний плавець косатки

У порівнянні з розміром тіла косатки мають дуже великий спинний плавець, його висота сягає 1,8 м. У багатьох (від 30 до 100 відсотків) косаток, що утримуються у неволі, спостерігається складання спинного плавця. За здогадами, це відбувається через брак фізичного навантаження — у неволі тварини плавають значно менше і не мають необхідності ретельно слідкувати за своєю орієнтацією у просторі, що призводить до атрофії м’язів, відповідних за підняття плавця. У природі таке явище спостерігається лише у 1% диких косаток.
Гренландський кит зовсім не має спинного плавця внаслідок еволюційної адаптації до життя у полярних морях, покритих кригою.  
Протягом життя у китів спинний плавець набуває індивідуального візерунку щербин та пошкоджень; дослідники користуються цим для ідентифікації особин.